# Fabrizio Barbazza
Fabrizio Barbazza (Monza, 2 de abril de 1963) é um ex-automobilista italiano que correu pelas equipes AGS e Minardi na Fórmula 1.

## Carreira

### Motocross, Fórmulas Monza e 3 italiana - 1982-1985
Tendo iniciado a carreira no motocross, Barbazza começou a correr de monopostos na Fórmula Monza, em 1982. No ano seguinte, mudou-se para a Fórmula 3 italiana, terminando a temporada de 1984 em sexto. Correu na F-3 até 1985, tendo conquistado quatro vitórias e encerrando sua trajetória na categoria na terceira posição na classificação geral.

## Ida para os EUA
Em 1985, Barbazza mudou-se para os Estados Unidos para correr na Indy Lights, representando a Arciero Racing. Com cinco vitórias e um terceiro lugar, o italiano conquistou seu único título em sua carreira de piloto, obtendo 145 pontos (38 pontos à frente do vice, Jeff Andretti).

## Passagem pela F-3000
Na Fórmula 3000, Barbazza disputou 16 etapas (cinco em 1988 e 11 entre 1990 e 1991). Mas não repetiu o desempenho que o tornou campeão na Indy Lights, tendo marcado apenas três pontos em 1990.

## Fórmula 1
Para a temporada de 1991 da Fórmula 1, a equipe AGS contratou Barbazza para o lugar de Stefan Johansson. Durante sua passagem pelo time francês, o italiano não se classificou para nenhuma corrida.
Voltou à categoria em 1993, desta vez pela Minardi. Foi pela equipe de Faenza que Barbazza marcou seus dois únicos pontos na F-1, com dois sextos lugares obtidos nos GPs da Europa (realizado em Donington Park) e San Marino. Após o GP da França, perdeu seu lugar para Pierluigi Martini.

## Desempenho na CART

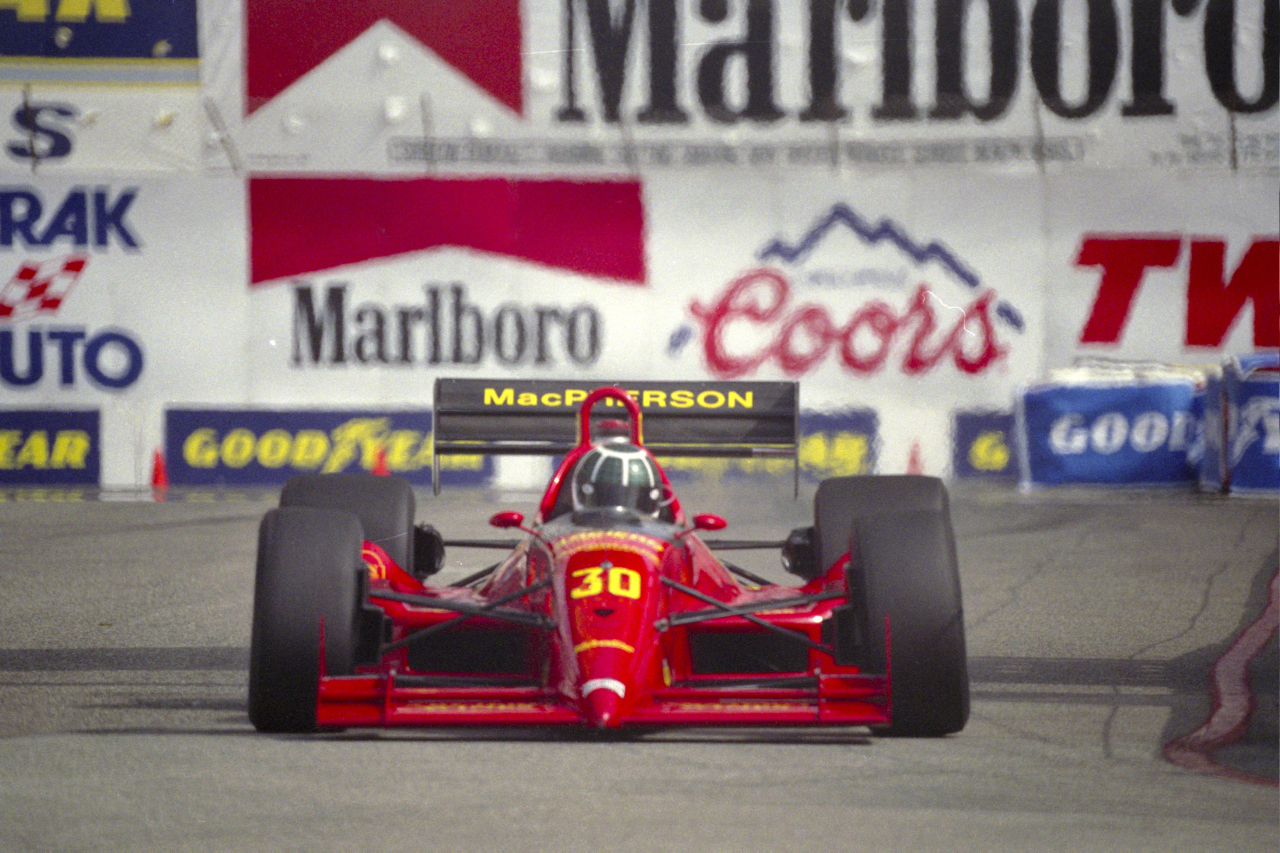
Barbazza no GP de Long Beach de 1992.

Após o título da Lights em 1986, Barbazza migrou para a CART (futura Champ Car) em 1987, juntamente com a Arciero. Embora pilotasse um carro destinado às últimas posições do grid, o italiano conquistou o prêmio de melhor estreante do ano, à frente de John Andretti (42 pontos, contra 24 do norte-americano).
De volta à CART em 1989, Barbazza não foi bem: marcou apenas seis pontos e fechou o campeonato em 24º lugar. Sua última temporada foi em 1992, novamente pela Arciero - tentou a classificação para as 500 Milhas de Indianápolis, mas um acidente selou o destino do italiano, que não obteve a vaga para o grid e não continuou na categoria.

## Acidente em Road Atlanta e final de carreira
Após deixar a Minardi em 1993, Barbazza ficou sem correr por um ano. Aos 32 anos, voltaria às pistas para disputar o Campeonato IMSA GT, onde pilotaria uma Ferrari 333SP.
Durante uma prova em Road Atlanta, Barbazza acertou em cheio o carro de Jeremy Dale. Resgatado das ferragens, o italiano sofreu uma forte pancada na cabeça e ferimentos no peito, e sua situação era grave. No hospital, chegou a ficar em coma e respirando artificialmente. Recuperado, decidiu encerrar sua carreira profissional e mudou-se para Cuba, onde criou um resort de pesca no norte do país, chamado "La Villa Clara".
Atualmente, Barbazza é proprietário de uma pista de kart e desenhista de barreiras de proteção.